# Carmo, Rio de Janeiro
Carmo este un oraș în unitatea federativă Rio de Janeiro (RJ), Brazilia.